# 徐景运
徐景运（?—?），南唐大臣。徐温的孙子。    
南唐保大十年（952年）三月，南唐皇帝李璟任命太弟太保、昭义节度使冯延己为左仆射，前镇海节度使徐景运为中书侍郎，和右仆射孙晟都为同平章事。徐景运不久被罢免中书侍郎、同平章事之职，而任太子少傅。